# 2008年北京オリンピックのサンマリノ選手団
2008年北京オリンピックのサンマリノ選手団（2008ねんペキンオリンピックのサンマリノせんしゅだん）は、2008年8月8日から8月24日まで開催された2008年北京オリンピックにおけるサンマリノ選手団の名簿。選手名及び所属・記録は2008年当時のもの。

## 種目別選手・スタッフ名簿及び成績

### 陸上競技
- イヴァノ・ブッチ（男子400m）

### 水泳

#### 競泳
- it:Emanuele Nicolini（男子200m自由形）
- Simona Muccioli（女子100mバタフライ）

### 射撃
- ダニエラ・デル・ディン（女子トラップ）